# Koźlarz czarnobrązowy

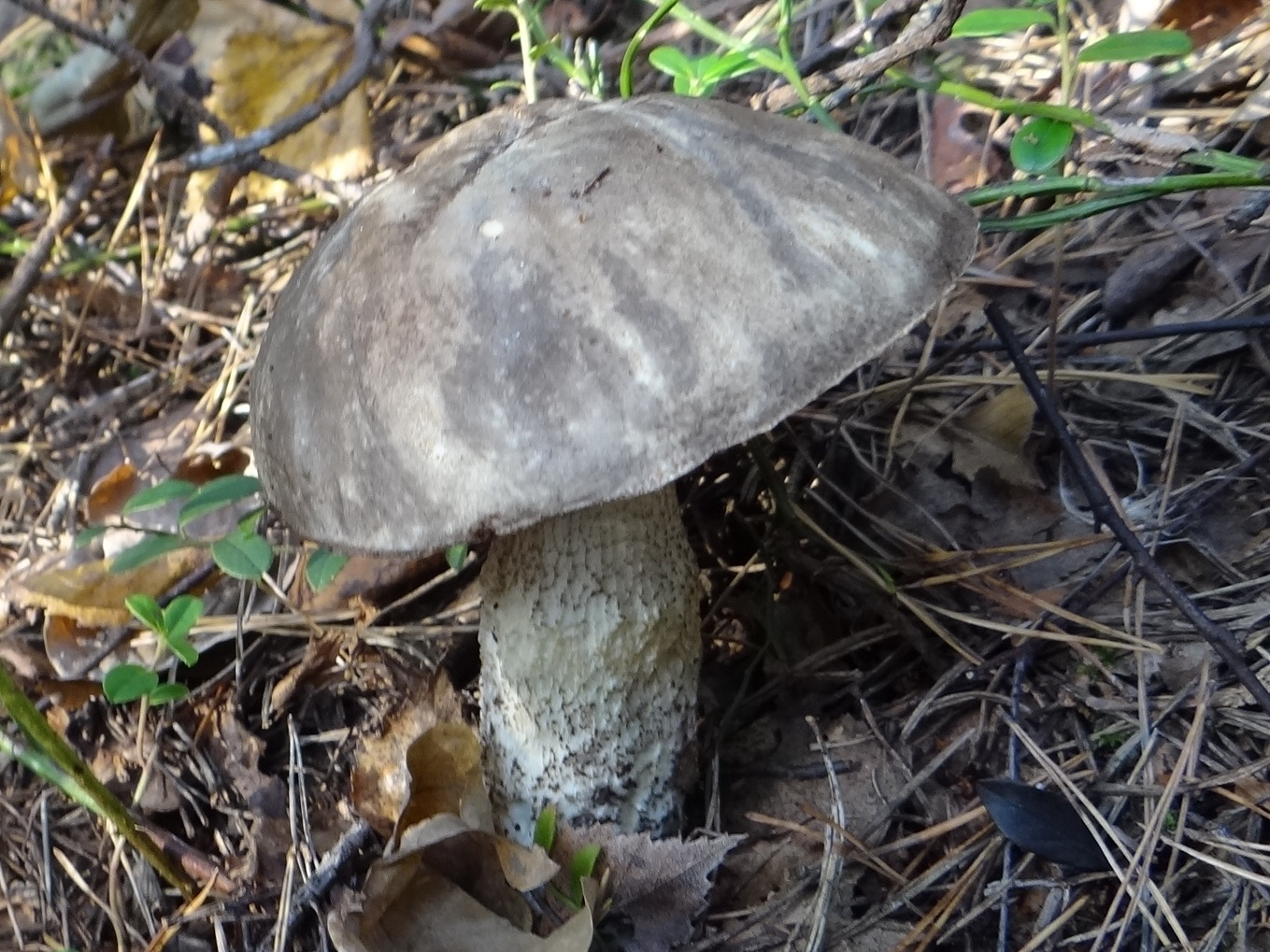

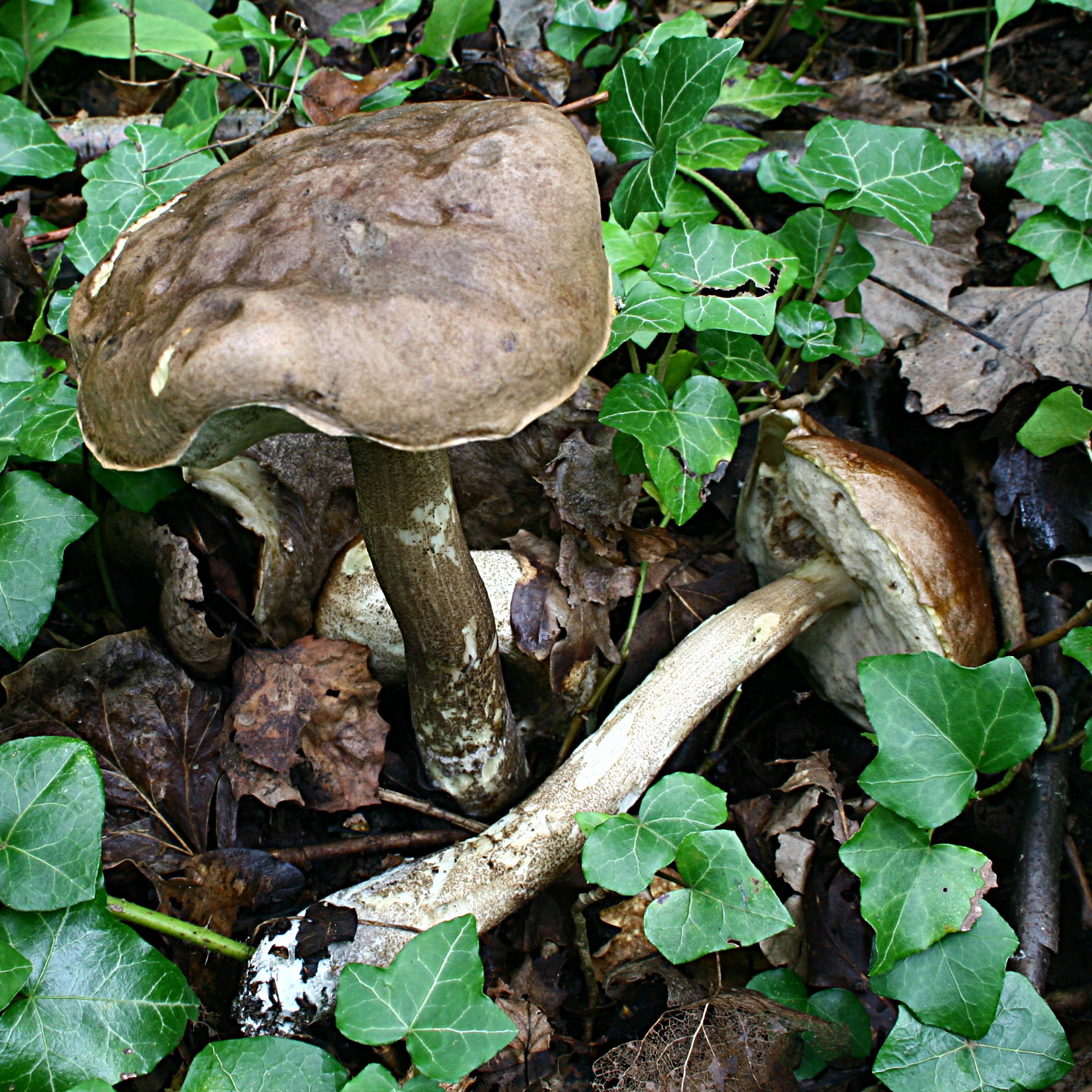

Koźlarz czarnobrązowy (Leccinum melaneum (Smotl.) Pilát & Dermek) – gatunek grzybów z rodziny borowikowatych (Boletaceae). Grzyb jadalny.

## Systematyka i nazewnictwo
Pozycja w klasyfikacji według Index Fungorum: Leccinum, Boletaceae, Boletales, Agaricomycetidae, Agaricomycetes, Agaricomycotina, Basidiomycota, Fungi.
Gatunek ten opisał w 1951 roku František Smotlacha nadając mu nazwę Boletus scaber var. melaneus. W 1974 r. Albert Pilát i Auel Dermek nadali mu uznaną przez Index Fungorum nazwę Leccinum melaneum.
Synonimy:
- Boletus melaneus (Smotl.) Hlaváček 1989
- Boletus scaber var. melaneus Smotl. 1951
- Krombholzia scabra f. melanea (Smotl.) Vassilkov 1956
- Krombholziella melanea (Smotl.) Šutara 1982
- Leccinum scabrum var. melaneum (Smotl.) Dermek 1987

Polską nazwę zaproponował w 2003 r. Władysław Wojewoda.

## Morfologia
Kapelusz
O średnicy 3–15 cm, w młodych okazach stożkowaty, potem kolejno dzwonkowaty, płaskołukowaty i poduchowato rozpostarty. Powierzchnia gładka, rzadziej pomarszczona, delikatnie pilśniowata, matowa, w stanie wilgotnym nieco lepka. Barwa ciemnoumbrowobrązowa, brązowoczarna lub prawie czarna.
Rurki
Przy trzonie głęboko wykrojone, początkowo białawe, potem brudnokremowe. Po uszkodzeniu nie zmieniają barwy. Pory drobne, początkowo białe, potem brudnosiwokremowe, w końcu siwobrązowe.
Trzon
Grubość 2–4 cm, wysokość 7–15 cm. Kształt początkowo beczkowaty, potem lekko maczugowaty, zwężający się ku wierzchołkowi. Powierzchnia biała, pokryta odstającymi, delikatnymi brązowoczarnymi lub czarnymi łuseczkami.
Miąższ
W młodych owocnikach soczysty, w starszych w kapeluszu wodnisty, w trzonie twardy, włóknisty, przy podstawie zdrewniały. Zapach i smak słaby, przyjemny.
Gatunki podobne
Najbardziej podobny jest koźlarz babka Leccinum scabrum. Odróżnia się jaśniejszą barwą.

## Występowanie i siedlisko
Do 2003 r. w piśmiennictwie naukowym na terenie Polski podano 5 stanowisk. Bardziej aktualne stanowiska podaje internetowy atlas grzybów. Znajduje się na Czerwonej liście roślin i grzybów Polski. Ma status V – gatunek, który zapewne w najbliższej przyszłości przesunie się do kategorii wymierających, jeśli nadal będą działać czynniki zagrożenia. Znajduje się na listach gatunków zagrożonych także w Holandii.
Naziemny grzyb ektomykoryzowy żyjący w symbiozie z brzozą. Występuje w lasach liściastych i mieszanych z domieszka sosny. Owocniki tworzy zazwyczaj od lipca do września.